# 韩晋明
韩晋明（？—？），太安郡狄那县（今山西省晋中市寿阳县）人，北齐政治人物，韩轨之子。

## 生平
韩晋明在父亲死后袭爵安德王，齐后主天统年间改封为东莱王。韩晋明有侠气，勋贵子弟中，只有他留心学问。当时他好酒放纵。召宾客宴席，一次万钱，犹以为节俭。几次推辞显贵官职，天天以招引宾客为乐。武平末年，为尚书右仆射，到职百余日，称病解官。
北齐有个士族子弟，读的书不过二三百卷，又天性迟钝笨拙，但他家世殷实富有，很有些骄矜自负。此人经常用美酒小牛肉及珍贵的玩物来结交名士，凡是得到他好处的人，就争相吹捧他。朝廷也认为他有才华，曾经派他作为使者出国访问。韩晋明非常喜好文学，怀疑这位士族写的东西大多不是出自他自己的命题构思，就设宴与他交谈，打算当面试试他。宴会那天，气氛欢乐和谐，文人聚集一堂，大家挥毫弄墨，赋诗唱和。这个士族也是提笔立成，但写成的诗歌却完全不是过去的风格。众宾客都各自在沈吟，就没有一个人发现这篇诗歌有什么异常。韩晋明退席后感叹的说：“果然如我猜想的那样！”韩晋明又曾经问这个士族说：“玉珽杼上终葵首，那应该是什么样子？”他回答说：“玉珽的头部弯曲圆转，那样子就像葵叶一样。”韩晋明是有学问的人，忍着笑对颜之推说了这件事。